# Adicella myrtho
Adicella myrtho is een schietmot uit de familie Leptoceridae. De soort komt voor in het Oriëntaals gebied.